# Jon Aurtenetxe
Jon Aurtenetxe (Amorebieta-Etxano, 3 januari 1992) is een Spaans voetballer die bijvoorkeur als linksback speelt. Hij stroomde in 2009 door vanuit de jeugd van Athletic Bilbao, waar hij in 2012 zijn contract verlengde tot medio 2017.

## Clubcarrière
Athletic Bilbao scoutte Aurtenetxe bij SD Amorebieta en nam hem op tienjarige leeftijd op in de jeugdopleiding. Op 16 december 2009 debuteerde hij op zeventienjarige leeftijd in de hoofdmacht van Bilbao tijdens een wedstrijd in de Europa League. Bilbao verloor daarin thuis met 0-3 van Werder Bremen. Aurtenetxe speelde de hele wedstrijd. Hij maakte zijn competitiedebuut voor Bilbao op 28 augustus 2010, in een thuiswedstrijd tegen Hércules CF.

## Interlandcarrière
Aurtenetxe kwam uit voor Spanje -17 en Spanje -19. In 2012 debuteerde hij voor Spanje -21.

## Erelijst
| Europees kampioen -19 | 1x | 2011 |